# Zeta de l'Àguila
Zeta de l'Àguila (ζ Aquilae) és un sistema estel·lar triple de la constel·lació de l'Àguila. Es coneix també amb el nom tradicional de Deneb el Okab, del terme àrab ذنب العقاب (ðanab al-cuqāb) que significa «la cua del falcó», i amb els noms, en mandarí, Woo i Yuë, derivats de 吳, wú, un antic país a prop de la província de Jiangsu, i 粵, yuèun, un antic país a prop de la província de Guandong.
La component primària, ζ Aquilae A, és una estrella blanca del tipus A de les nanes de la seqüència principal amb una magnitud aparent de +2,99. Té dues companyes de la 12a magnitud a 6,5 i 158,6 segons d'arc. Dseta Aquilae està aproximadament 83,2 anys llum de la Terra.